# Zuidschote
Zuidschote est une section de la ville belge d'Ypres située en Région flamande dans la province de Flandre-Occidentale. C'était une commune à part entière avant la fusion des communes de 1971 quand elle fut intégrée dans la commune de Boezinge avant de devenir une section d'Ypres en 1977. 

## Démographie

### Évolution démographique
- Sources : INS, Rem. : 1831 jusqu'en 1970 = recensements[2].

## Histoire
Lors de la Première Guerre mondiale, la ville située sur le front de l'Yser fut l'enjeu de nombreux combats en particulier pendant la deuxième bataille d'Ypres, lors des combats de Lizerne, prise par le 418e régiment d'infanterie, et de Steenstraat